# 浅田祐二
浅田 祐二（あさだ ゆうじ、1956年7月6日 - ）は、長崎県出身の俳優。身長175cm、体重97kg。

## 主な出演

### テレビドラマ
- 水戸黄門 （TBS / C.A.L）
  - 第14部 第15話「仇討ち悲願化物まつり -鶴岡-」（1984年） - 又八の子分 役
  - 第15部 第29話「宿場救った孤独の十手 -中津川-」（1985年） - 村人 役
  - 第16部 第2話「闇に仕掛けた皆殺しの罠 -府中-」（1986年） - 武蔵屋の手下 役
- 土曜ワイド劇場
  - 「京都殺人案内10」（1985年） - 立川正太 役
  - 「新・赤かぶ検事奮戦記3」（1996年） - 砂川鑑識官 役
  - 「狩矢父娘シリーズ」
    - 第4作（2003年） - 徳大寺昭 役
    - 第7作（2006年） - 沢田秀明 役

  - 「スペシャリスト (テレビドラマ)3」（2015年） - 中島輝一 役
  - 「ドクター彦次郎」（2015年 - 2020年） - 水野刑事 役
- 月曜ゴールデン
  - 「狩矢警部シリーズ」（2006年） - 野口医師 役
  - 「オバベン -京都ふたりの女弁護士-2」（2015年） - 石井勝巳 役
- 暴れん坊将軍II（1985年） - 仙吉 役
- 暴れん坊将軍III（1986年） - 貞次 役
- 必殺シリーズ
  - 必殺仕事人V・激闘編 第2話「大仕事! 大名殺し」（1985年） - 孫八 役
  - 必殺まっしぐら！ 第6話「相手は佐渡金山の乱脈男」（1986年） - 源太 役
- 将軍家光忍び旅（1991年） - 平太 役
- 暴れん坊将軍（1999年） - 和泉屋清兵衛 役
- 隠密奉行朝比奈（1999年）
- 旗本退屈男 (2001年のテレビドラマ)（2001年） - 京極高宣 役
- 世直し順庵!人情剣（2005年） - 弥市 役
- 科捜研の女（テレビ朝日）
  - 新・科捜研の女4（Season 8） 第8話（2008年6月12日） - 松岡直也 役
  - Season 9 第1話（2009年7月2日） - 五代仁 役
  - Season 11 最終話（2012年3月8日） - 崎本善彦 役
  - Season 13 第5話（2013年11月14日） - 戸村渉 役
  - Season 14 第4話（2014年11月6日） - 秦野真治 役
  - 春スペシャル（2016年4月17日） - 梅乃宮清信 役
  - Season 16 第1話（2016年10月20日） - 桂井誠治 役
  - Season 17 第15話（2018年3月1日） - 村田義和 役
  - Season 18 第4話（2018年11月15日） - 加藤直行 役
  - Season 19 第6話（2019年5月23日） - 粟村辰三 役
  - Season 19 第17話・18話（2019年10月17日・24日） - 北山勝署長 役
  - Season 20 第2話（2020年10月29日） - 今平 役
  - Season 22 第8話（2022年12月13日） - 山際仙二郎 役
  - Season 23 第5話（2023年9月13日） - 土橋真司 役
  - Season  24 第8話（2024年） - 向井浩 役
- 京都迷宮案内
  - 第5シリーズ（2003年）第8話 - 門脇純一 役
  - 第9シリーズ（2007年）第8話 - 藤本住職 役
- その男、副署長
  - 第1シリーズ（2007年） - 北山融 役
  - 第2シーズン（2008年） - 田村秘書 役
  - 第3シーズン（2009年） - 柴本正弘 役
- メイド刑事（2009年） - 若松徹 役
- 金曜プレステージ 「所轄刑事5」（2010年） - 衣笠刑事 役
- 相棒 season8 第10話（2010年、テレビ朝日）- 明智光秀 役
- おみやさん
  - 第3シリーズ（2004年） - 小川信夫 役
  - 第7シリーズ（2010年） - 盛田忠志 役
  - 第8シリーズ（2011年） - 沖田英俊 役
- 京都地検の女（2012年） - 伊藤斗久也 役
- 大奥〜誕生［有功・家光篇］（2012年） - 阿部重次 役
- 検事の本懐（2016年） - 「ピックアップ」編集長
- 伝七捕物帳 第1シリーズ（2016年） - 望月松庵 役
- 女たちの特捜最前線（2016年） - 門倉義彦 役
- 鬼平犯科帳 (中村吉右衛門)（2016年） - 彦兵衛 役
- 日曜プライム 「電卓刑事」（2017年） - 添島三郎 役
- 名奉行!遠山の金四郎 第2弾（2018年） - 武蔵屋市兵衛 役
- 妖の忍法帖（2018年） - 伊藤屋 役
- 遺留捜査
  - 第5シリーズ（2018年） - 中村晴夫 役
  - 第6シリーズ（2021年） - 中村尚 役
  - 第7シリーズ（2022年）
- 三屋清左衛門残日録 - 三宅 役
  - 第3作（2018年）
  - 第5作（2021年）
- 黒書院の六兵衛（2018年） - 尾関孫右衛門 役
- 令和元年版 怪談牡丹燈籠（2019年） - 藤助 役
- 忠臣蔵狂詩曲No.5 中村仲蔵 出世階段（2021年） - 中村傳之助 役
- 鬼平犯科帳 SEASON1 でくの十蔵（2024年6月8日、時代劇専門チャンネル）[1]